# E-Prix de Misano Adriático
El e-Prix de Misano Adriático es una carrera de Fórmula E, una serie de carreras de monoplazas totalmente eléctricos. La primera carrera se disputó en Misano World Circuit Marco Simoncelli el 13 de abril de 2024.

## Historia
La Fórmula E ha corrido en Italia desde 2018 y el e-Prix de Roma se lleva a cabo en el circuito callejero del EUR. Sin embargo, tras una revisión realizada por expertos tras un accidente entre varios coches en la edición de 2023, se decidió buscar una nueva sede italiana. La categoría consideró muchas otras pistas, como Autodromo Enzo e Dino Ferrari y Autódromo de Vallelunga Piero Taruffi.
El 22 de noviembre de 2023, se anunció que Misano World Circuit Marco Simoncelli albergará la nueva carrera italiana en la temporada 2023-24, con un fin de semana de doble carrera.

## Circuito
El 22 de noviembre se anunció que la carrera se celebrará en Misano, el trazado significará una versión recortada del original, eliminando las curvas originales de la 2 a la 6 y agregando una chicane en la zona del curvone.

## Ganadores
| Edición | Ganador         | Equipo  | Circuito | Resultados |
| ------- | --------------- | ------- | -------- | ---------- |
| 2023-24 | Oliver Rowland  | Nissan  | Misano   | Resultados |
| 2023-24 | Pascal Wehrlein | Porsche | Misano   | Resultados |

## Estadísticas

### Pilotos con más victorias
| Victorias | Piloto          | Años |
| --------- | --------------- | ---- |
| 1         | Oliver Rowland  | 2024 |
| 1         | Pascal Wehrlein | 2024 |

### Equipos con más victorias
| Victorias | Equipo  | Años |
| --------- | ------- | ---- |
| 1         | Nissan  | 2024 |
| 1         | Porsche | 2024 |